# Dolenja Trebuša
Dolenja Trebuša – wieś w Słowenii, w gminie Tolmin. W 2018 roku liczyła 275 mieszkańców.